# Clubiona melanosticta
Clubiona melanosticta är en spindelart som beskrevs av Tord Tamerlan Teodor Thorell 1890. Clubiona melanosticta ingår i släktet Clubiona och familjen säckspindlar. Inga underarter finns listade i Catalogue of Life.